# القرن (الخبت)

تعديل مصدري - تعديل

القرن هي إحدى قرى عزلة بني عمارة بمديرية الخبت التابعة لمحافظة المحويت، بلغ تعداد سكانها 436 نسمة حسب تعداد اليمن لعام 2004.